# 伊藤明賢
伊藤 明賢（いとう めいけん、1970年4月18日 - ）は日本の俳優。2012年3月よりアスタリスク所属。
池田鉄洋主宰のコントユニット「表現・さわやか」の元メンバー。

## 人物・特徴
- 血液型A型。身長185cm。
- ちびっこギャングシアター『OH！Miss President』に23歳で舞台デビュー。
- 特技はスキー、バスケットボール、野球、ビリヤード、タップダンス、タンゴ

## 出演

### テレビ
- ヨシモト∞（ヨシモトファンダンゴTV） - 土曜日：ADORIBU武道会（不定期）
- 氷の世界（1999年10月 - 12月、フジテレビ系）
- 女検死官（2000年7月、フジテレビ系） - 根本康夫 役
- エリートヤンキー三郎（2007年4月 - 6月、テレビ東京系ドラマ24） - 田所雄二 役
- スシ王子!（2007年7月 - 、テレビ朝日）
- 連続ドラマ小説 木下部長とボク 第6話「スキャンダルの嵐にバケツの水で一発芸」（2010年2月18日、読売テレビ）
- デカ007（2010年4月26日、日本テレビ）
- 土曜ワイド劇場 広域警察（2010年5月8日、朝日放送） - 河村剛 役
- 土曜ワイド劇場 法医学教室の事件ファイル（2012年2月11日、テレビ朝日） - 波塚伊佐夫 役
- 警部補 矢部謙三2 第1話・第3話・第6話（2013年7月5日・26日・8月16日、テレビ朝日） - 刑事 役[1]
- 医龍-Team Medical Dragon-4 第1話（2014年1月9日、フジテレビ） - 医局長 役
- 明日、ママがいない（2014年2月19日、日本テレビ）
- 婚活刑事 第10話（2015年9月3日、読売テレビ） - 川端純一 役
- 警視庁 ナシゴレン課 第2話（2016年10月25日、テレビ朝日） - 磯貝俊太郎 役
- マッサージ探偵ジョー 第4話（2017年4月30日、テレビ東京） - 雪村森之丞 役
- 癒されたい男 第8話（2019年5月29日、テレビ東京） - カリス魔キッド 役[2]
- ピュア! 〜一日アイドル署長の事件簿〜 第2話（2019年8月13日、NHK総合） - 天馬紫門 役

### 舞台
- ラ・マンチャの男
- 舞台版こちら葛飾区亀有公園前派出所（1999年・2001年・2003年・2006年） - 中川圭一 役
- ミュージカル『ブラッド・ブラザーズ』（2009年Ｍシアタークリエ）：サミー 役　※住谷正樹（レイザーラモンHG）代役出演
- アウェーインザライフ(2010年)
- 三銃士（2011年） - バッキンガム公爵 役
- マヌエラ
- スター誕生
- ジュリアス・シーザー
- ボーイズタイム
- ダニーと紺碧の海〜アバッシュダンス〜
- ユーミン×帝劇 8月31日〜夏休み最後の日〜（2013年10月）
- 舞台版 こちら葛飾区亀有公園前派出所（2016年9月、AiiA 2.5Theater Tokyo / サンケイホールブリーゼ） - 海パン刑事 役
- 表現・さわやか 第3回公演「そこそこの男」よりレギュラー出演中
- 舞台『ACCA13区監察課』（2017年11月）、品川プリンスホテル クラブeX  -パイン 役

### 映画
- 東京攻略（2001年）
- 突入せよ！あさま山荘事件（2002年）
- 純喫茶磯辺（2008年）
- ハンサム★スーツ（2008年11月） - 沢田 役
- 笑う警官（2009年） - 岩井隆 役
- てぃだかんかん〜海とサンゴと小さな奇跡〜（2010年） - 屋宜啓介 役
- お墓に泊まろう!（2010年）
- シン・ゴジラ（2016年）[3]

### その他
- 東京2023加賀プロジェクト - 小松停太郎 役[4]